# 大周站
大周站是郑州地铁郑州地铁郑许线的地铁车站，位于中华人民共和国河南省许昌市长葛市大周镇。该站于2023年12月28日随郑许线开通初期运营而正式启用。

## 车站结构
本站为高架车站，地面层为站厅层，地上2层为站台层，设1座岛式站台。其中西侧站台面供下行（许昌东方向）列车使用，东侧站台面供上行（长安路北方向）列车使用。
| 地上2层 | █ 郑许线 | 往长安路北 （双庙李）        |
| 地上2层 | 岛式站台 |                              |
| 地上2层 | █ 郑许线 | 往许昌东 （颍川路）          |
| 地面层  | 站厅     | 出入口、客服中心、自动售票机 |

## 车站出口
大周站共有A、B、C、D共4个出入口，分别位于车站站房的东南、西南、西北、东北四个方位。
| 编号 | 指示                                | 建议前往的目的地 | 图片 |
| ---- | ----------------------------------- | ---------------- | ---- |
|      | （暂时关闭，预计2026年8月31日恢复） |                  |      |
|      |                                     |                  |      |
|      |                                     |                  |      |
|      |                                     |                  |      |